# Sylvia Geszty
Sylvia Geszty (Budapest, 28 febbraio 1934 – Stoccarda, 13 dicembre 2018) è stata un soprano ungherese.

## Biografia
Studentessa al Conservatorio musicale "Franz Liszt" di Berlino, vinse numerosi concorsi fra cui il "Concorso internazionale Robert Schumann per pianisti e cantanti" a Berlino. Nel 1959 debuttò nella "Orchestra nazionale ungherese" e divenne solista nell'orchestra filarmonica ungherese.
Successivamente è stata attiva presso il Teatro dell'Opera (Staatsoper Berlin) di Berlino est e, dal 1970, presso il Teatro Statale (Staatsheater) di Stoccarda. Degne di nota le sue interpretazioni della "Regina della notte" nell'opera Il flauto magico di Mozart, Zerbinetta in Arianna a Nasso di Strauss, e i ruoli nella musica barocca e in Leonce e Lena di Kurt Schwaen. Sylvia Geszty è stata insegnante di canto per decenni presso il conservatorio di Stoccarda ed ha tenuto delle "master class" a Zurigo.Per il Suo 70° compleanno ha pubblicato una autobiografia, " La regina delle colorature ".Si é spenta all'età di 84 anni.

## Opere
- La Regina delle colorature, autobiografia, 2004[2]

## Registrazioni
- interprete del ruolo di Zerbinetta nell ' opera Arianna a Nasso di  Richard Strauss.direttore Rudolf Kempe. 1968. Questa interpretazione è stata giudicata nel 2014 dal critico Zachary Woolfe  del  The New York Times una delle migliori interpretazioni di tutti i tempi.
- interprete del ruolo di  Despina  nell ' opera Così fan tutte  di Wolfgang Amadeus Mozart.

1968